# Janbechynea virkkii
Janbechynea virkkii is een keversoort uit de familie schijnhaantjes (Orsodacnidae). De wetenschappelijke naam van de soort werd in 2004 gepubliceerd door Santiago-Blay.